# Table Bay (Elephant Island)
Die Table Bay (im Vereinigten Königreich Mensa Bay, beiderseits übersetzt Tafelbucht, auch bekannt als Southard Bay) ist eine Bucht an der Westküste von Elephant Island im Archipel der Südlichen Shetlandinseln. Sie ist die größte Bucht der Insel und liegt südlich des Kap Lindsey.
Ihre Benennung geht vermutlich auf Robbenjäger zurück, die erstmals um 1822 in diesen Gewässern opierierten. Das UK Antarctic Place-Names Committee entschied sich 1949 zu einer latinisierten Modifikation dieser Benennung, um Verwechslungen mit der Table Bay in Südafrika zu vermeiden. Namensgeber einer weiteren, durch das US-amerikanische Hydrographenamt vorgenommene Benennung ist der US-amerikanische Politiker Samuel L. Southard (1787–1842), der 1838 bis 1842 Vorsitzender des Ausschusses für maritime Angelegenheiten im Senat der Vereinigten Staaten war und unter dessen maßgeblicher Mithilfe die United States Exploring Expedition (1838–1842) unter der Leitung von Charles Wilkes zustande kam.